# Sphaerechinus
Sphaerechinus is een geslacht van zee-egels uit de familie Toxopneustidae.

## Soorten
- Sphaerechinus granularis (Lamarck, 1816)